# Черано
Черано (італ. Cerano, п'єм. Sciareun) — муніципалітет в Італії, у регіоні П'ємонт,  провінція Новара.
Черано розташоване на відстані близько 490 км на північний захід від Рима, 95 км на північний схід від Турина, 15 км на південний схід від Новари.
Населення — 6937 осіб (2014).
Щорічний фестиваль відбувається першої неділі вересня. Покровитель — Beato Pacifico Ramati.

## Демографія
Населення за роками:

Станом на 1 січня 2023 року в муніципалітеті офіційно проживало 1016 іноземців з 52 країн, серед них 99 громадян країн Євросоюзу та 77 громадян України.

## Сусідні муніципалітети
- Абб'ятеграссо
- Боффалора-сопра-Тічино
- Кассольново
- Маджента
- Робекко-суль-Навільйо
- Соццаго
- Трекате